# Síndrome del impostor
El síndrome del impostor, también conocido como fenómeno del impostor o impostorismo, es una experiencia psicológica en la que una persona sufre sentimientos de fraude intelectual y/o profesional. Una fuente la define como "la experiencia subjetiva de duda percibida sobre las propias capacidades y logros en comparación con los de los demás, a pesar de la evidencia que sugiere lo contrario".
Aquellos que sufren el síndrome del impostor a menudo dudan de sus habilidades, talentos o logros. Pueden tener un miedo persistente internalizado de ser expuestos como fraudes. A pesar de la evidencia externa de su competencia, quienes experimentan este fenómeno no creen que merezcan su éxito o suerte. Tal vez piensen que están engañando a los demás porque sienten que no son tan inteligentes como aparentan.
El síndrome del impostor no es un trastorno psiquiátrico reconocido y no aparece en el Manual Diagnóstico y Estadístico de la Asociación Estadounidense de Psiquiatría (DSM-5) ni tampoco figura como diagnóstico en la Clasificación Internacional de Enfermedades, Décima Revisión (CIE-10). Por lo tanto, los médicos carecen de información sobre la prevalencia, las comorbilidades y las mejores prácticas para evaluar y tratar el síndrome del impostor. Sin embargo, fuera de la literatura académica, el síndrome del impostor ha sido ampliamente discutido, especialmente en el contexto del logro en el lugar de trabajo.

## Signos y síntomas
El fenómeno del impostor se estudia como una reacción a determinados estímulos y acontecimientos. Es una experiencia que tiene una persona, no un trastorno mental..El fenómeno de impostor no está reconocido en el Manual diagnóstico y estadístico de los trastornos mentales ni tampoco en la Clasificación Internacional de Enfermedades, aunque ambos sistemas de clasificación reconocen a la baja autoestima y el sentimiento de falla como síntomas asociados de depresión.
Aunque el fenómeno del impostor no es una condición patológica, es un sistema distorsionado de creencias sobre uno mismo que puede tener un poderoso impacto negativo en la valoración que una persona hace de su propio valor.

### Comorbilidad
Las personas con síndrome del impostor tienen una mayor probabilidad de sufrir depresión y ansiedad. También tienen más probabilidades de experimentar baja autoestima, síntomas somáticos y disfunciones sociales.

## Factores asociados
El síndrome del impostor está asociado a varios factores. Algunos de ellos se consideran factores de riesgo, mientras que otros se consideran consecuencias. Sin embargo, dado que las asociaciones están documentadas en estudios correlacionales, no es posible identificar causa y efecto.

### Factores de riesgo
El fenómeno del impostor se asocia con el neuroticismo, la baja autoestima y el perfeccionismo. Se correlaciona negativamente con los rasgos de personalidad de extroversión, amabilidad y escrupulosidad.
El síndrome del impostor puede surgir de relaciones personales tensas y dar como resultado estas y puede impedir que las personas alcancen su máximo potencial en sus campos de interés. El término "impostorización" desplaza la fuente del fenómeno del supuesto impostor a las instituciones cuyas políticas, prácticas o culturas laborales "hacen o pretenden hacer que los individuos cuestionen su inteligencia, competencia y sentido de pertenencia".

### Implicaciones
Las personas con síndrome del impostor tienden a estar menos satisfechas en el trabajo y tienen un menor rendimiento laboral. También muestran mayores tasas de agotamiento.

## Diagnóstico
La primera escala designada para medir las características del fenómeno del impostor fue diseñada por Harvey en 1981 e incluía 14 elementos.
En 1985, se desarrolló la Escala del Fenómeno del Impostor de Clance (CIPS). Esta medida de 20 elementos, en contraste con la Escala del Impostor de Harvey, reconoce la ansiedad asociada con ser juzgado y el sentimiento de inferioridad hacia los compañeros. La escala es la más utilizada. Sin embargo, las investigaciones aún no han demostrado de manera concluyente su superioridad sobre otras escalas.
Otras medidas incluyen la Escala de Fraude Percibido (de Kolligian y Sternberg) y la Escala de Impostor de Leary, una prueba de 7 elementos que evalúa una sola faceta del fenómeno del impostor: la percepción de ser un impostor o un fraude.
En 2023 se desarrolló la Evaluación del Fenómeno del Impostor en base a tres factores:
- Dudas sobre el logro: miedo al fracaso/éxito y preparación excesiva. Por ejemplo: “A menudo siento que tengo que trabajar más duro que los demás para lograr todo lo que hago”.
- Discrepancia percibida: descontar los logros y atribuir el éxito a factores externos como la suerte. Por ejemplo: "Siento que he alcanzado mi actual posición académica o profesional 'moviendo hilos' o 'teniendo conexiones'".
- Conductas autolimitantes: evitación y perfeccionismo. Por ejemplo, a menudo me encuentro dejando tareas para el último minuto.

## Manejo
Los profesores de psicología que tratan con el síndrome del impostor han sugerido varias recomendaciones para personas en situaciones similares. Entre ellas se incluyen:
- Trata de no dejar que las emociones de inutilidad o incertidumbre controlen tus acciones; En lugar de eso, acepta tus miedos y sigue adelante.
- Considera tus logros del pasado como prueba contra el síndrome del impostor y úsalos como respaldo cuando comiences a dudar de tus habilidades.
- Establece una relación con un consejero psicólogo que pueda ayudarte a identificar ideas falsas que perpetúan el síndrome del impostor.
- Como recordatorio de tu pertenencia, crea áreas donde tus identidades se honren y se expresen.
- Ayuda a otros a rechazar creencias impostoras reflejándoles sus valores, habilidades y talentos; Ayudar a otros también puede funcionar como un recordatorio beneficioso para usted.

### Intervenciones psicosociales
En 2019, cuando se realizó una revisión sistemática, ninguno de los 62 estudios sobre el síndrome del impostor evaluó empíricamente la eficacia del tratamiento.
En su artículo de 1978, Clance e Imes propusieron un enfoque terapéutico que utilizaron para sus participantes o clientes con fenómeno del impostor. Esta técnica incluye un entorno grupal donde las personas conocen a otras que también están viviendo esta experiencia. Los investigadores explicaron que las reuniones grupales tuvieron un impacto significativo en sus participantes. Propusieron que este impacto fue resultado de darse cuenta de que no eran los únicos que experimentaban estos sentimientos. Los participantes también tuvieron que completar varias tareas. En una tarea, los participantes recordaron a todas las personas que creían haber engañado o estafado en el pasado. En otra tarea para llevar a casa, las personas escribieron los comentarios positivos que habían recibido. Más tarde, tendrían que recordar por qué recibieron esa retroalimentación y qué fue lo que les hizo percibirla de forma negativa. En las sesiones grupales, los investigadores también pidieron a los participantes que replantearan pensamientos e ideas comunes sobre el desempeño. Un ejemplo sería cambiar: "Podría reprobar este examen" por "Me irá bien en este examen".
Los investigadores concluyeron que simplemente extraer las dudas sobre uno mismo antes de que ocurra un evento ayuda a eliminar los sentimientos de impostorismo. Se recomendó que las personas que luchan con esta experiencia busquen el apoyo de amigos y familiares.

## Epidemiología
Las tasas de prevalencia del síndrome del impostor varían considerablemente del 9 al 82%, dependiendo del método de detección y el umbral utilizado. Las tasas son especialmente altas entre los grupos de minorías étnicas. El síndrome es común entre hombres y mujeres y en personas de todas las edades (desde adolescentes hasta profesionales en etapa avanzada).
El fenómeno del impostor no es raro entre los estudiantes que ingresan a un nuevo entorno académico. Los sentimientos de inseguridad pueden surgir como resultado de un entorno nuevo y desconocido. Esto puede llevar a una menor confianza en sí mismos y en sus propias capacidades.

### Diferencias de género
Cuando se conceptualizó por primera vez el síndrome del impostor, se lo consideraba un fenómeno común entre las mujeres con alto rendimiento académico. Investigaciones posteriores han demostrado que afecta tanto a hombres como a mujeres; La proporción de afectados se distribuye más o menos por igual entre los géneros. Las personas con síndrome del impostor suelen tener problemas de salud mental correspondientes, que pueden tratarse con intervenciones psicológicas, aunque el fenómeno no es un trastorno mental formal.
Clance e Imes afirmaron en su artículo de 1978 que, basándose en su experiencia clínica, el fenómeno del impostor era menos frecuente en los hombres. Sin embargo, investigaciones más recientes han descubierto principalmente que el fenómeno del impostor se extiende por igual entre hombres y mujeres. Se pensaba que esta asociación con las mujeres se debía a presiones sociales, prejuicios de género y expectativas tradicionales que moldeaban las autopercepciones. Si bien la manifestación del síndrome del impostor puede variar según el género, como que los hombres son menos propensos a revelar sentimientos de incompetencia, ambos géneros experimentan el fenómeno en condiciones psicológicas similares. Los estudios también han destacado cómo los factores culturales y ambientales pueden influir en la forma en que estas personas experimentan estos sentimientos. Las niñas también eran más propensas a tener menores expectativas de éxito que los niños, incluso en un contexto de logros nuevo y diferente, aunque en realidad se habían desempeñado mejor que los niños. Los patrones de atribución saludables o tener una forma positiva de entender los desafíos y los éxitos son particularmente beneficiosos para las mujeres en espacios dominados por hombres o difíciles. Otras investigaciones también han sugerido que las mujeres pueden experimentar una mayor presión social para demostrar su competencia en campos dominados por los hombres, lo que potencialmente amplifica los sentimientos de impostor en ciertos contextos. Además, las mujeres pueden experimentar más discriminación o acoso por motivos de género, especialmente en lugares de trabajo dominados por hombres, lo que puede aumentar los sentimientos de depresión y ansiedad. Los hombres, por otro lado, pueden experimentar un estigma al hablar abiertamente de sus inseguridades, lo que puede enmascarar la verdadera prevalencia del síndrome del impostor entre las poblaciones masculinas.  

### Entornos
El fenómeno del impostor puede ocurrir en otros entornos diversos. Algunos ejemplos incluyen un nuevo entorno, entornos académicos, y en el lugar de trabajo.
Entre el 22 y el 60% de los médicos sufren el fenómeno del impostor.
La preocupación y las emociones que tenían los estudiantes tuvieron un impacto directo en su desempeño en el programa. Las facetas comunes del fenómeno del impostor que experimentan los estudiantes incluyen no sentirse preparados académicamente (especialmente cuando se comparan con sus compañeros de clase).
Cokley y otros. investigó el impacto que tiene el fenómeno del impostor en los estudiantes, específicamente en los estudiantes de minorías étnicas. Descubrieron que los sentimientos de los estudiantes de ser fraudulentos resultaban en angustia psicológica. Los estudiantes de minorías étnicas a menudo cuestionaron los motivos por los cuales fueron aceptados en el programa. Ellos sostuvieron la falsa suposición de que sólo recibieron su aceptación debido a la acción afirmativa, en lugar de una aplicación extraordinaria y cualidades que tenían para ofrecer.
Tigranyan y otros. (2021) examinaron la forma en que el fenómeno del impostor se relaciona con los estudiantes de doctorado en psicología. El propósito del estudio fue investigar la relación del Fenómeno del Impostor con las cogniciones perfeccionistas, la depresión, la ansiedad, los motivos de logro, la autoeficacia, la autocompasión y la autoestima en estudiantes de doctorado de psicología clínica y de asesoramiento. Además, este estudio buscó investigar cómo el Fenómeno del Impostor interfiere con el desempeño académico, práctico y de pasantías de estos estudiantes y cómo el Fenómeno del Impostor se manifiesta a lo largo de un programa de doctorado en psicología. Se incluyeron 84 estudiantes de doctorado en psicología clínica y de asesoramiento, a quienes se les pidió que respondieran una encuesta en línea. Los datos se analizaron utilizando una correlación producto-momento de Pearson y una regresión lineal múltiple. El ochenta y ocho por ciento de los estudiantes en el estudio reportaron al menos sentimientos moderados de características del Fenómeno del Impostor. Este estudio también encontró correlaciones positivas significativas entre el Fenómeno del Impostor y las cogniciones perfeccionistas, la depresión, la ansiedad y la autocompasión. Este estudio indica que los profesores clínicos y los supervisores deben adoptar un enfoque de apoyo para ayudar a los estudiantes a disminuir los sentimientos del fenómeno del impostor, con la esperanza de aumentar los sentimientos de competencia y confianza.

## Historia
El término "fenómeno del impostor" fue introducido en un artículo publicado en 1978, titulado "The Impostor Phenomenon in High Achieving Women: Dynamics and Therapeutic Intervention"  ("El fenómeno del impostor en mujeres de alto rendimiento: dinámica e intervención terapéutica"), por Pauline R. Clance y Suzanne A. Imes. Clance e Imes definieron el fenómeno del impostor como "una experiencia interna de falsedad intelectual". En 1985, Clance publicó un libro sobre el fenómeno del impostor en mujeres de alto rendimiento: dinámica e intervención terapéutica. El tema se convirtió en un fenómeno ampliamente conocido. Inicialmente, Clance identificó el síndrome con mujeres profesionales de alto rendimiento, pero estudios posteriores descubrieron que está muy extendido tanto en hombres como en mujeres y en muchos entornos profesionales.

## Sociedad y cultura
Varias personas famosas han reportado sufrir el síndrome del impostor. Entre ellas Michelle Obama y Sheryl Sandberg.